# 금요일 금요일 밤에
《금요일 금요일 밤에》는 tvN에서 방영된 텔레비전 프로그램이다.

## 방송 개요
과학, 미술, 여행, 요리, 공장 등 각기 다른 소재의 5개의 코너가 옴니버스 형식으로 구성된 프로그램.

## 방송 시간
| 방송 채널 | 방송 기간                        | 방송 시간            | 비고 |
| --------- | -------------------------------- | -------------------- | ---- |
| tvN       | 2020년 1월 10일 ~ 2020년3월 27일 | 금요일 오후 9시 10분 |      |

## 코너 및 출연자

### 현재 코너
- 체험 삶의 공장 (출연 : 이승기)
- 신기한 과학나라 (출연 : 김상욱, 은지원, 장도연, 송민호)
- 신기한 미술나라 (출연 : 양정무, 은지원, 장도연, 송민호)
- 이서진의 뉴욕뉴욕 (출연 : 이서진, 나영석)
- 아주 특별하고 비밀스런 내 친구네 레시피 (출연 : 홍진경)
- 당신을 응원합니당 (출연 : 박지윤, 한준희)

## 시청률
최저 시청률과 최고 시청률은 시청률 조사회사와 지역별로 시청률에 차이가 있을 수 있습니다.
| 회차 | 방송일   | AGB 시청률     |
| 회차 | 방송일   | 대한민국(전국) |
| ---- | -------- | -------------- |
| 1    | 1월 10일 | 2.889%         |
| 2    | 1월 17일 | 2.837%         |
| 3    | 1월 31일 | 2.827%         |
| 4    | 2월 7일  | 2.752%         |
| 5    | 2월 14일 | 3.066%         |
| 6    | 2월 21일 | 3.075%         |
| 7    | 2월 28일 | 3.222%         |
| 8    | 3월 6일  | 2.595%         |
| 9    | 3월 13일 | 3.379%         |
| 10   | 3월 20일 | 2.780          |
| 11   | 3월27일  | 2.728          |

## 결방 사유
- 2020년 1월 24일 : 2020 설 특선영화 《사바하》 편성 관계로 결방.